# Ібаге
Ібаге (ісп. Ibague) — місто, розташоване в центрі Колумбії. Столиця департаменту Толіма. Місто знаходиться на центральному гірському масиві Колумбійських Анд, недалеко від Невадо-дель-Толіма. Ібаге - одне з найбільш густонаселених міст країни, там проживає близько 529 635  жителів (за переписом 2018 року), що робить його сьомим за чисельністю населення в Колумбії.
Ібаге засноване 14 жовтня 1550 року іспанським капітаном Андресом Лопесом де Галарса. Місто Ібаге розділене на 13 комун, а сільська місцевість - на 17 коррегіміенто. Ібаге - столиця департаменту Толіма, місто приймає уряд Толіми, Відомчу асамблею та Генеральну прокуратуру. Це головний осередок політичної, економічної, адміністративної, культурної та туристичної діяльності в регіоні.
Ібаге створило одну з найбільших міських економік Колумбії і могло би стати провідним містом у Південній Америці  з його потенціалом розвитку та конкурентоспроможними національними та міжнародними бізнес-центрами, промисловістю й інфраструктурою. Ібаго стало також одним із трьох міст Колумбії, які Асоціація Всесвітнього торгового центру (WTCA) обрала для будівництва штаб-квартири поряд із Калі  та Богота. Економіка Ібаге заснована насамперед на промисловому, туристичному та сільськогосподарському секторах, а текстильна промисловість  є третьою за величиною в Колумбії . За даними "Ведення бізнесу" Світового банку у Вашингтоні, Ібаге очолює рейтинг міст, найсприятливіших для розвитку бізнесу та інвестицій в країні після Манісалеса.  Місто також є частиною Кавового культурного ландшафту Колумбії.
Місто відоме як "Музична столиця Колумбії та Америки" завдяки консерваторії Толіма  (одна з найпрестижніших і найважливіших в Колумбії),  фольклорним фестивалям  та багатьом пам'ятникам, які присвячені музиці. Основними навчальними закладами міста є Університет Толіми, Університет Ібаге, Національний відкритий та дистанційний університет, а також консерваторія Толіми.  